# Jaak van Velthoven
Jaak van Velthoven   (Lommel, 24 de gener de 1951) és un ex-pilot de motocròs flamenc que destacà en competició internacional durant la dècada de 1970, especialment en la categoria dels 500cc, arribant a ser un dels aspirants al títol de Campió del Món la temporada de 1973 (per bé que finalment s'hagué d'acontentar amb la tercera posició final). A banda, formant part de l'equip belga va guanyar 4 Motocross des Nations i 7 Trophée des Nations.
Van Velthoven fou un dels primers pilots oficials de Yamaha, equip al qual ingressà el 1972 a suggeriment del seu primer director, Torsten Hallman. Durant la seva estada a l'equip, col·laborà en el desenvolupament del nou sistema de suspensió posterior de Yamaha anomenat Cantilever, caracteritzat per l'ús d'un sol amortidor en comptes dels dos tradicionals. Més tard canvià a l'equip de KTM, on romangué durant anys esdevenint-ne un dels pilots més carismàtics. Ultrapassant amb escreix el metre vuitanta-cinc d'estatura, se'l distingia ràpidament entre la resta de corredors i era conegut al món del motocròs com a Long tall Jaak ("El llarg alt Jaak").

## Palmarès
| Any          | Motocicleta  | Campionat del Món | Campionat del Món | Per equips | Per equips |
| Any          | Motocicleta  | 500cc             | 250cc             | MXDN       | Trophée    |
| ------------ | ------------ | ----------------- | ----------------- | ---------- | ---------- |
| 1970         | Husqvarna    | 9è                | -                 |            |            |
| 1971         | Husqvarna    | 9è                | -                 |            | 1r         |
| 1972         | Yamaha       | 5è                | -                 | 1r         | 1r         |
| 1973         | Yamaha       | 3r                | -                 | 1r         | 1r         |
| 1974         | Yamaha       | 5è                | -                 |            | 1r         |
| 1975         | Yamaha       | 5è                | -                 |            | 1r         |
| 1976         | KTM          | 7è                | -                 | 1r         | 1r         |
| 1977         | KTM          | 7è                | -                 | 1r         | 1r         |
| 1978         | KTM          | 8è                | -                 |            | 1r         |
| 1979         | KTM          | -                 | 9è                |            |            |
| 1980         | KTM          | 10è               | -                 |            |            |
| 1981         | KTM          | 8è                | -                 |            |            |
| 1982         | KTM          | 11è               | -                 |            |            |
| 1983         | KTM          | 10è               | -                 |            |            |
| Total títols | Total títols | 0                 | 0                 | 4          | 8          |

Notes
1. ↑  La classificació consignada a MXDN i Trophée fa referència a la posició final obtinguda per l'equip estatal
2. ↑  Al total de títols s'hi compten tots els campionats internacionals guanyats, MXDN i Trophée inclosos